# Azul Claro Numazu
Azul Claro Numazu (アスルクラロ沼津 Asuru Kuraro Numazu?) es un club de fútbol de Japón ubicado en la ciudad de Numazu, en la Prefectura de Shizuoka. Fue fundado el 26 de abril de 1990 y juega en la J3 League desde 2017.

## Historia

### Primeros años (1974-1990)
En 1974 es fundado el primer equipo del que se tiene registro como predecesor, con el nombre de Numazu Arsenal,que participó en el Festival de Deportes de la Prefectura de Shizuoka en la categoría para adultos desarrollado en abril de 1974. En junio del mismo año el equipo participó en la Copa de Shizuoka, que hasta la actualidad funciona como torneo clasificatorio en la prefectura para la Copa del Emperador.
En 1975 el equipo participó por primera vez en la Primera División de Shizuoka, compartiendo la categoría con equipos como Yamaha Motors, actual Júbilo Iwata, y con el Ayuntamiento de Fujieda, que al día de hoy es rival usual en la Copa de Shizuoka. Numazu Arsenal finalizó la temporada jugada a una sola vuelta en la posición 13 de 16 equipos, eludiendo el descenso.
Al año siguienteel equipo finalizó último lugar, producto de tres victorias, tres empates y 10 derrotas, con un total de 9 puntos y cayendo por primera vez a la Segunda División de Shizuoka. En su estancia intentó volver lo más pronto posible, finalizando en cuarto lugar en 1977 y en 1978 logrando el tercer lugar con 11 victorias, 3 empates y apenas una derrota, suficiente para regresar a la Primera División de Shizuoka.

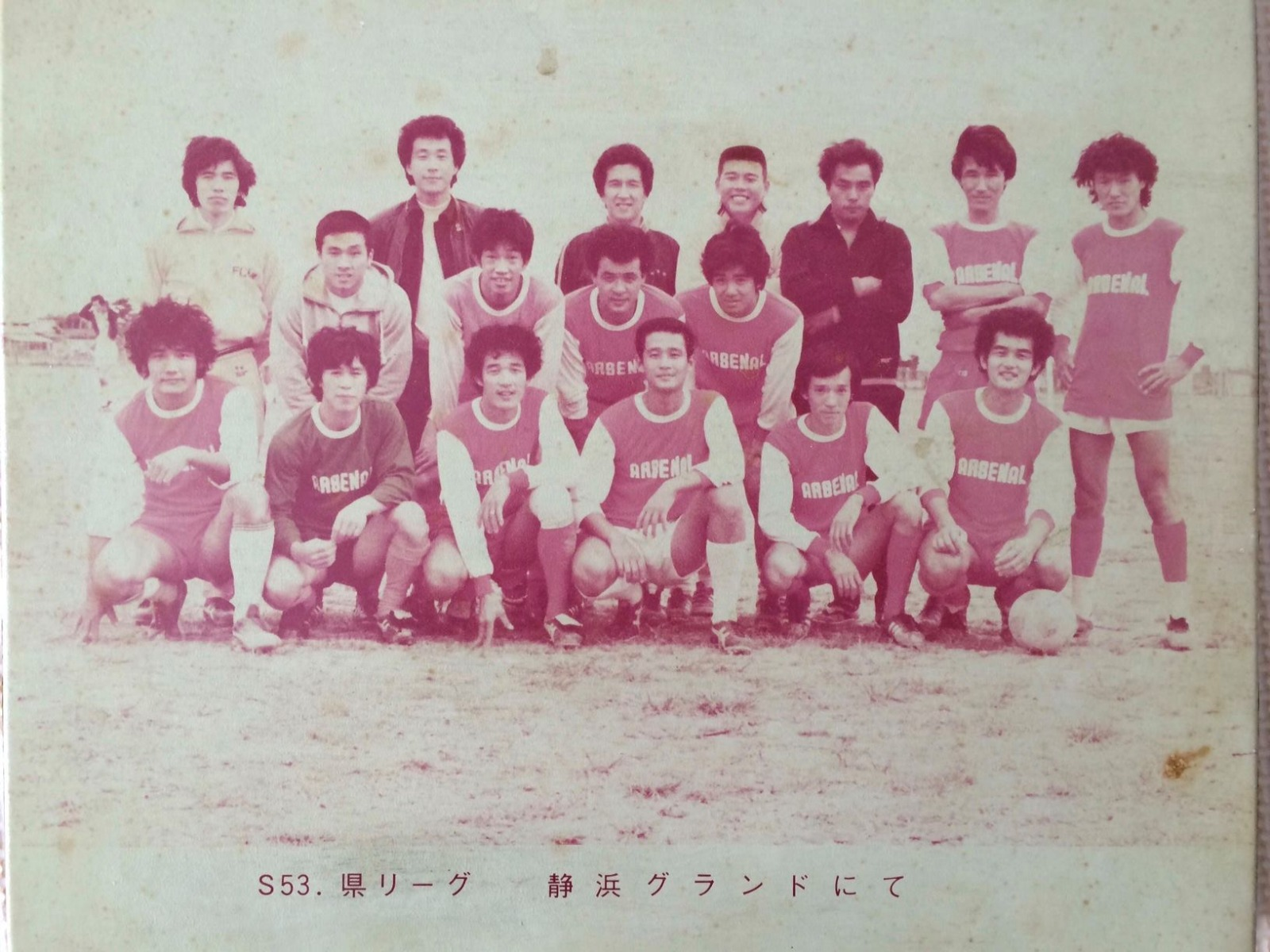
Plantel de Numazu Arsenal que ascendió a la Primera División de Shizuoka en 1978. En la fotografía se puede identificar a Masaki Hattori (arriba a la izquierda), Atsushi Yamada (centro a la izquierda) y a Naotake Serizawa (centro a la derecha)

En años posteriores el equipo se mantuvo estático en la mitad de la tabla de la máxima categoría de la prefectura, con el hecho más destacado siendo el cambio de nombre a Numazu Koryo Club en 1980.El mejor resultado conseguido en esta etapa fue el tercer lugar sobre 16 equipos en la temporada 1986, con registro de 10 victorias, 2 empates y 3 derrotas. Bajo el nombre de Numazu Koryo Club salió campeón del Festival de Deportes de la Prefectura de Shizuoka en 1989, consiguiendo su clasificación para su primer torneo nacional en la historia, además del primer título.[cita requerida]

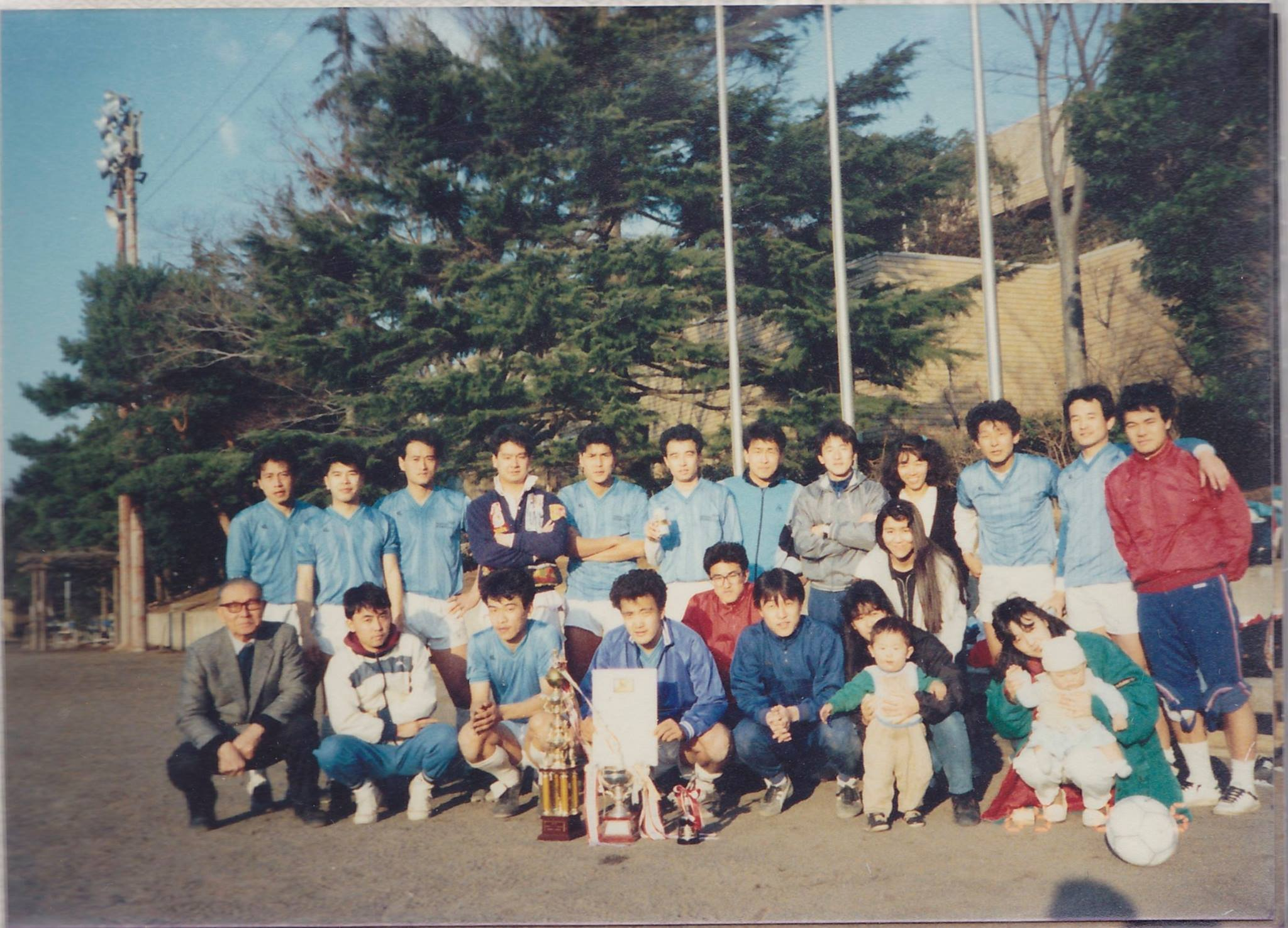
Plantel de Numazu Koryo Club campeón del Festival de Deportes de la Prefectura de Shizuoka en la edición 1989.

### Numazu Central Sports Club (1990-2006)
Al tiempo que Numazu Koryo Club se preparaba para iniciar la temporada 1990 en la Primera División de Shizuoka, el 26 de abril de 1990 nació Numazu Central Sports Club por iniciativa de Hiroyoshi Yamamoto, quien buscaba crear una institución dedicada a servir como un espacio que contribuyera a la revitalización de la región a través de la contribución con los habitantes y apoyar en el objetivo de llegar a ser una ciudad brillante y próspera. Con el fútbol como deporte a practicar y con el apoyo de los jardines de infancia Zouyama, Asunaro y Angel, en Numazu, y del jardín de niños Ishinabe, en Tokyo, inició una escuela de fútbol para infantes en edad de preescolar formada por 73 alumnos de los cuatro centros educativos listados.
Durante la década de los 90 la institución creció en tamaño, abriendo la división de gimnasia rítmica y la división de tenis, que al día de hoy están integradas dentro del club deportivo. En 2004 se inauguró el centro deportivo Celeste, que dio pie a que las actividades de fútbol crecieran en relevancia.
Al tiempo que esto pasaba con Numazu Central, las actividades de Numazu Koryo seguían como equipo de la Primera División de Shizuoka, categoría en la que se mantuvo durante toda la década en la parte baja de la tabla hasta que se confirmó su segundo descenso en 1998. Numazu Koryo regresó a la máxima categoría de la prefectura en 1999 tras lograr el segundo lugar obtenido con 8 victorias, 2 empates y una derrota, pero los malos resultados siguieron en temporadas siguientes y desencadenó en el tercer descenso de Numazu Koryo en 2003, tras hacer una campaña sin victorias, un empate y 10 derrotas, finalizando en el último lugar.

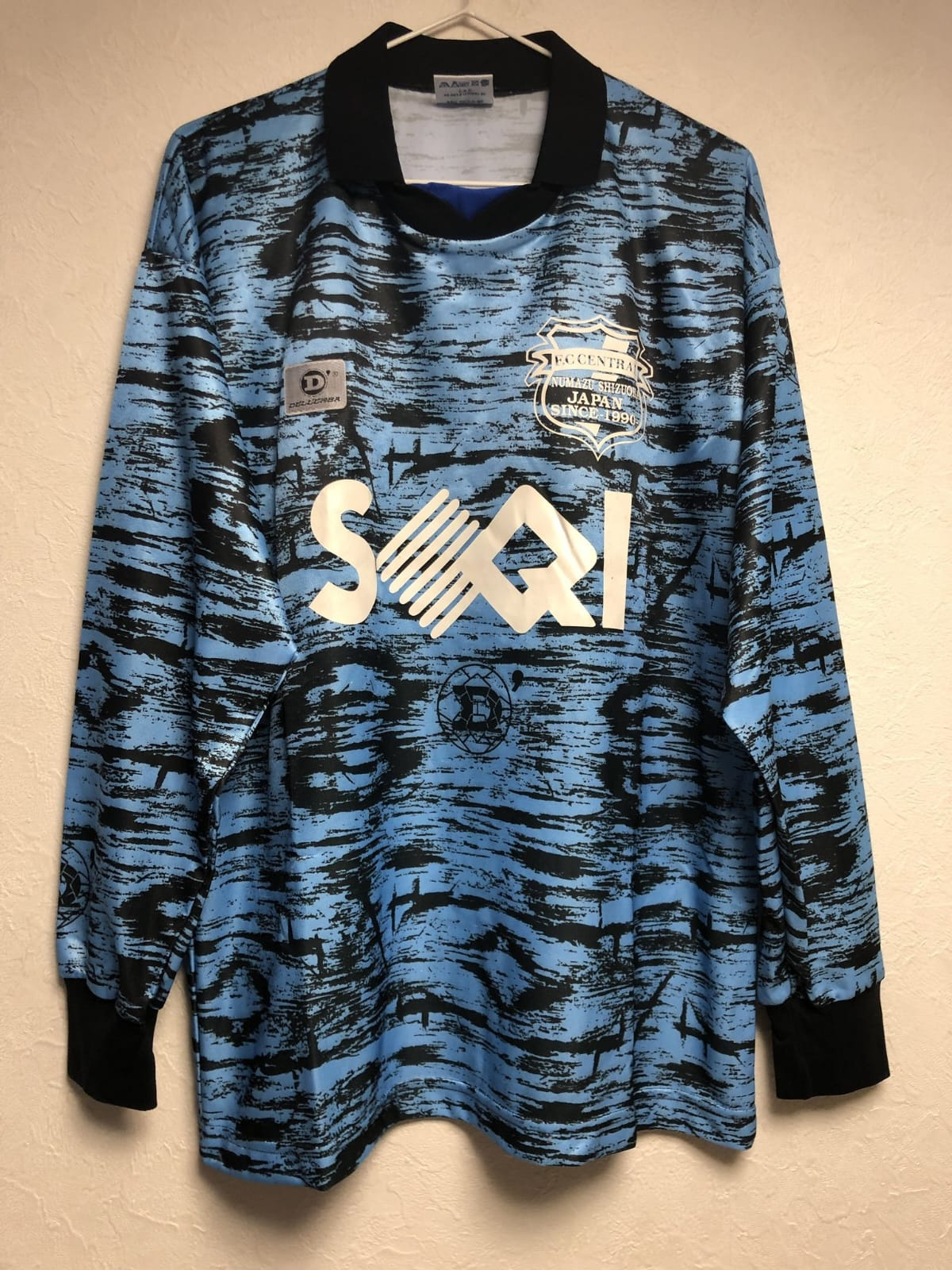
Indumentaria utilizada por Numazu Central Sports Club en la década de 1990.

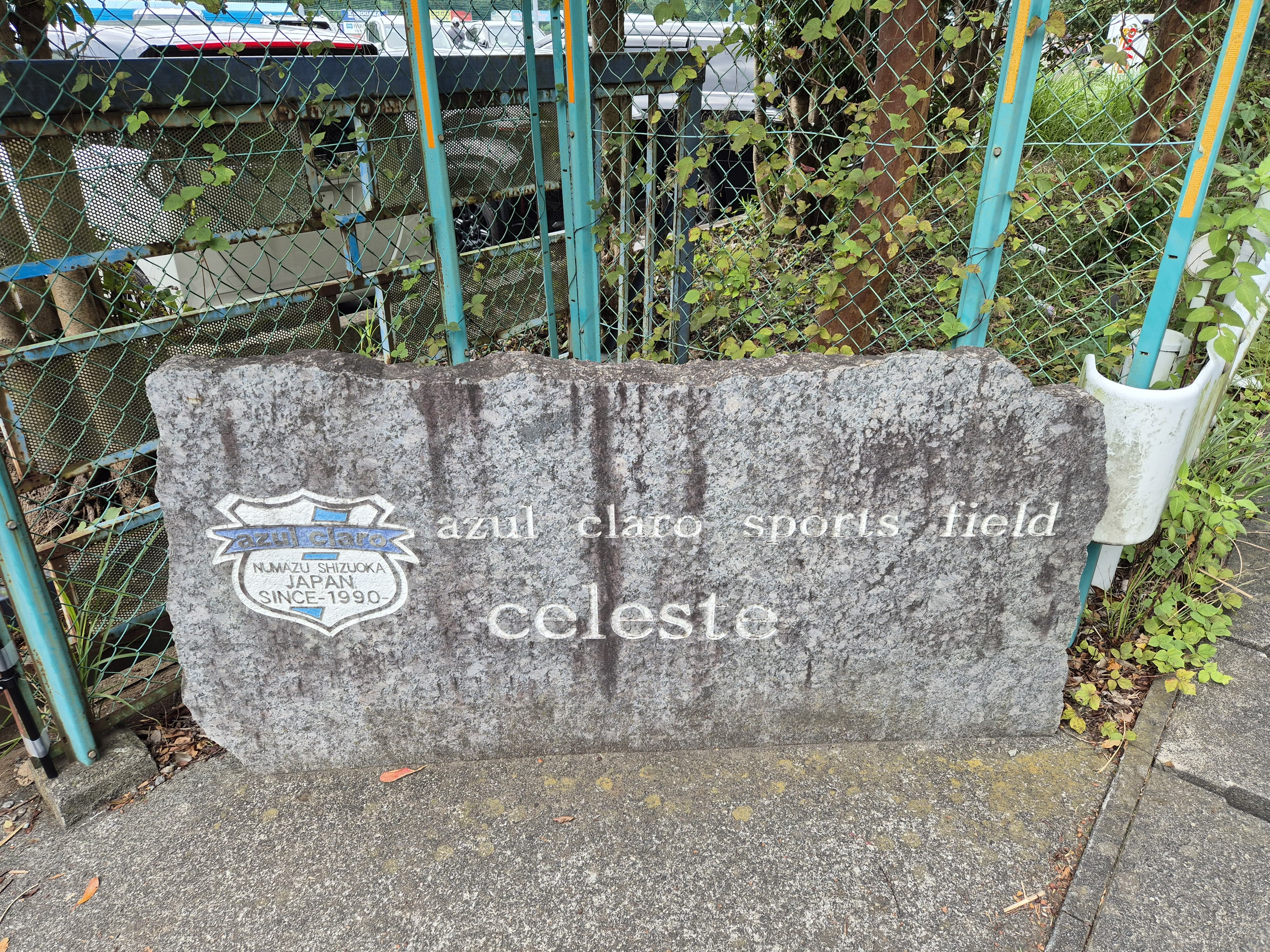
Centro Deportivo Celeste, lugar de entrenamiento de Azul Claro Numazu desde 2004.

### Azul Claro Numazu (2006-2024)

#### Liga de Shizuoka (2006-2011)
Con Numazu Koryo en la Segunda División de Shizuoka y Numazu Central enfrentándose al fenómeno de formar jugadores sin tener un lugar a donde llevarlos al terminar la etapa formativa, se llega a un acuerdo para que Numazu Koryo pase a llamarse Azul Claro Numazu a partir de la temporada 2006, año en el que volvieron a la Primera División de Shizuoka. Antes de ello, Numazu Central firmó un acuerdo con Júbilo Iwata para que exisitiera la posibilidad de que los mejores jugadores lograran participar en la J.League, creando al ACN Júbilo Numazu en 1999 gracias a que Masakuni Yamamoto, hermano mayor del fundador Hiroyoshi Yamamoto, fue jugador del equipo de Iwata cuando este aún se llamaba Yamaha Motors.[cita requerida]
Con la fusión concretada, se decidió mantener la fecha de fundación en el 26 de abril de 1990 en lugar de lo acontecido con el equipo de la liga de la prefectura desde 1974, aunque reconociendo la historia previa de este.

##### 2006
Ya con el nuevo nombre, Azul Claro Numazu encaró la temporada 2006 con el objetivo de mantener la categoría, pues si algo caracterizó a Numazu Koryo los últimos años fue su tendencia a ascender y descender con facilidad. El objetivo fue cumplido tras lograr el 9° lugar sobre 12 equipos con marca de 3 victorias, 2 empates y 6 derrotas en un torneo llevado a cabo en una sola vuelta. La primera victoria de la institución ya plenamente incluida dentro del fútbol para adultos (Numazu Central nació como una escuela para niños de preescolar) llegó en la tercera fecha, el día 14 de mayo de 2006 en la cancha alterna del Estadio Ecopa, en Fukuroi, jugando contra Shizuoka Gas en un partido que finalizó 1-0. Las otras dos victorias fueron el 21 de mayo por marcador de 2-1 frente a Shizudai Club de Hamamatsu en el Campo Hebitsuka de Shimizu y el 3 de septiembre ante Hogawa FC en la cancha del Parque Ishizuhama de la ciudad de Yaizu por marcador de 4-1.
En paralelo a la liga se disputó la 11ª edición de la Copa Suruga, el torneo clasificatorio de Shizuoka para la Copa del Emperador de 2006; Azul Claro Numazu cayó 1-0 ante la Preparatoria del Oeste de Fujieda (Fujieda Nishi High School) en la segunda ronda, en partido disputado el 4 de junio de en las instalaciones de la Preparatoria del Oeste de Shizuoka (Shizuoka Nishi High School).

##### 2007
Con el objetivo cumplido de mantenerse en la categoría, Azul Claro inició la temporada 2007con miras a mejorar el rendimiento del año anterior, pero esto no fue logrado. Al finalizar los 11 partidos de liga el equipo finalizó en el 11° lugar sobre 12 equipos, con marca de 3 victorias, 1 empate y 7 derrotas, eludiendo el descenso gracias al ascenso de la Universidad de Hamamatsu a la Segunda División de Tokai y a la regulación del torneo que establece que la Primera División de Shizuoka se debe jugar con no menos de 12 equipos. Las tres victorias fueron conseguidas el 22 de abril, en el derby de la ciudad ante Fujitsu Numazu por marcador de 1-0 en partido jugado en el complejo deportivo de la planta de Fujitsu en la ciudad; la siguiente fue el 8 de julio contra Shizuoka Subaru por marcador de 2-0, nuevamente en la planta de Fujitsu y la última victoria de la temporada fue contra Yaizu Toyoda por marcador de 4-1 en la planta de Fujitsu el 9 de septiembre. Este año el equipo no jugó la Copa Suruga debido a que no se clasificó por su rendimiento en liga la temporada anterior.

##### 2008
Azul Claro Numazu consiguió este año la mejor colocación desde el cambio de nombre al ubicarse 8° lugar de 12 equipos, con registro de 2 victorias, 4 empates y 5 derrotas, siendo posible en gran medida gracias a la deducción de puntos que sufrió Yamaha Motors (no confundir con Júbilo Iwata). Las victorias de la temporada 2008fueron sobre el final del año contra Fujine Club (hoy llamado Gakunan F Mosuperio) por marcador de 3-1 en el Campo Fujitsu el 28 de septiembre y en la fecha siguiente el 12 de octubre la victoria de 2-0 frente a Elfschritt en las canchas del Parque Kami de Hamamatsu.
Esta temporada volvió a jugar la Copa Suruga por invitación debido a que varios de los equipos clasificados declinaron su participación. En la copa de la prefectura el equipo llegó hasta las semifinales de la etapa preliminar, iniciando el torneo desde la segunda ronda y superando tres rondas; el 15 de junio en partido de segunda ronda eliminó a la Preparatoria Yoshida (Yoshida High School) por marcador de 2-0 en el Campo Fujitsu de Numazu, posteriormente el 22 de junio eliminaron en octavos de final a Banyan SC por marcador de 2-0 en la cancha de la Preparatoria del Norte de Fujieda, lo que les dio el pase a cuartos de final contra SSU Izu el 6 de julio en partido disputado en la cancha de la Universidad de Tokoha en Hamamatsu, instancia en la que ganaron por 3-1, logrando el pase a semifinales donde finalmente caerían 1-0 ante Shizudai Club en el mismo recinto de los cuartos de final el 13 de julio.

##### 2009
La temporada 2009 significó la mejor en la historia de Azul Claro Numazu hasta ese momento, incluso considerando los resultados logrados por Numazu Arsenal y Numazu Koryo. La campaña estuvo marcada por la sanción de la pérdida de cinco posiciones aplicada al renombrado Fujieda MYFC, anteriormente llamado Fujieda Nelson, quienes fallaron en organizar el partido del 26 de abril entre Honda Hamamatsu y Azul Claro Numazu por lo que este fue trasladado a las instalaciones del club S・B・R. La sanción de la pérdida de cinco lugares ocasionó que Fujieda MYFC pasara de salir campeón a finalizar en el sexto lugar, lo que benefició a Azul Claro Numazu que pasó de ser tercer lugar a lograr el subcampeonato con marca de 6 victorias, 2 empates y 3 derrotas, clasificando por primera vez a las finales de ascenso de la región de Tokai.
Las victorias en el torneo del subcampeonato sucedieron contra Fujitsu Numazu el 12 de abril por marcador de 2-0 en el Campo Fujitsu, el 26 de abril de 2009 contra Honda Hamamatsu con marcador de 8-3 en el Centro de Entrenamiento J-Step en Shimizu, ante el Ayuntamiento de Shizuoka Shimizu el 17 de mayo con resultado de 3-0 en el Campo Celeste de Numazu, el 26 de julio frente a Fujine Club por marcador de 2-1 en el Campo Fujitsu, el 30 de agosto contra Júbilo SSOB en Ashitaka con resultado de 6-1 y el 6 de septiembre contra Yoshida Biso con marcador de 4-1 nuevamente en Ashitaka. Al término de la liga el equipo jugó las finales de ascenso, jugadas en Fujieda, y enfrentó a Honda Suzuka, campeón de la Liga de Mie, en las semifinales de su grupo, empatando 0-0 en tiempo regular y cayendo 5-3 en penales, por lo que Azul Claro Numazu se quedó en la Liga de Shizuoka. En la Copa Suruga de 2009 Azul Claro Numazu se quedó en la segunda ronda, perdiendo ante Ikai FC por marcador de 4-0 el 7 de junio de 2009 en Kanbara.

##### 2010
Tras el éxito del año pasado, Azul Claro Numazu no fue capaz de replicarlo y aunque en rendimiento fue ligeramente mejor, la balanza se decantó a favor de Volare FC (actualmente llamado Hamamatsu City); el partido directo lo ganó Azul Claro 3-1 en el Campo Celeste el 25 de abril, pero al finalizar el año hubo cuatro puntos de distancia entre ambos equipos. Numazu finalizó 3° lugar de 12 participantes, con marca de 6 victorias, 3 empates y 2 derrotas, finalizando con 21 puntos y haciendo su mejor registro al momento. En la liga de ese año venció a Fonte Yokouchi por 4-3 en el Campo Fujitsu el 18 de abril, al ya mencionado triunfo frente a Volare FC por 3-1, a Toshiba Machine por 2-0 el 9 de mayo nuevamente en el Campo Fujitsu, a Shizudai Club por 3-1 el 16 de mayo en Ashitaka, a Fujine Club por 1-0 el 12 de septiembre en la cancha alterna del Parque Deportivo Kusanagi y a Yamaha Motors por 4-1 el 26 de septiembre en las instalaciones del Parque Yuto. En la Copa Suruga de ese año el equipo avanzó hasta los cuartos de final de su grupo de preliminares, eliminando en segunda ronda al equipo de preparatoria Hamamatsu Kaiseikan tras empatar 2-2 en tiempo regular y ganar la tanda de penales 5-3, el 6 de junio en el Campo Fujitsu, pero a la semana siguiente, el 13 de junio cayó eliminado tras perder 3-0 ante la Universidad de Shizuoka en las instalaciones de esa escuela.

##### 2011
La última temporada que participó Azul Claro Numazu en la Liga de Shizuoka estuvo marcada por actividades que significaron un paso adelante hacia la profesionalización del equipo, siendo un ejemplo la implementación de un periódico informando sobre el último partido de liga jugado que comenzó a circular a partir de la tercera jornada del torneo. El equipo del este de Shizuoka finalizó en 2° lugar con marca de 9 victorias, 0 empates y 2 derrotas, a un punto del Ayuntamiento de Shizuoka Shimizu, campeón del torneo.
El torneo comenzó para Numazu el 8 de mayo de 2011 con victoria de 2-1 sobre Honda Hamamatsu en el Campo Celeste, a la semana siguiente, el 15 de mayo de 2011, Numazu volvió a ganar, ahora 6-2 frente a Fujine Club en Ashitaka y la racha continuó el 22 de mayo de 2011 con la victoria por 2-1 ante Fonte Yokouchi en el Campo Hebitsuka con anotaciones de Ryusuke Katsumata y Junichi Kawamura. Numazu no tuvo partido por liga hasta el 28 de agosto de 2011, cuando ganó 3-2 frente a Toshiba Machine en Ashitaka con goles de Yutaro Naito, Tsubasa Serizawa y Shota Hoshikawa. La racha de cuatro victorias se vio interrumpida el 11 de septiembre contra el Ayuntamiento de Shizuoka Shimizu después de perder 4-3 en el Campo Celeste; A la semana siguiente Numazu ganó 6-4 contra Shizudai Club nuevamente en el Campo Celeste y después, otra vez haciendo 6 goles, Numazu anotó 6 goles para ganar por 6-1 en el derby de la ciudad ante Fujitsu Numazu. El equipo ganando con seis a favor siguió y Numazu venció 6-2 a Shizuoka Gas y para finalizar la racha con victorias por seis goles se venció a S・B・R por 6-1. El 13 de noviembre ganó 8-2 ante Yoshida Biso y ya con la clasificación asegurada para las finales de ascenso de la región de Tokai, definió el título la semana siguiente contra Yamaha Motors, pero la derrota por 3-2 combinada con la victoria del Ayuntamiento de Shizuoka Shimizu mandaron a Azul Claro Numazu al segundo lugar. 
Debido a la clasificación a las finales de ascenso, la temporada se prolongó hasta enero de 2012. El 7 de enero enfrentaron a NK Kani de la Primera División de Gifu a quien vencieron con facilidad por marcador de 5-1, para llegar a la final del grupo de ascenso ante el campeón de la Primera División de Mie, Mind House Yokkaichi, a quien le ganaron 1-0 en un partido jugado el 8 de enero.
En 2012, Azul Claro ganó la promoción de la Liga de Fútbol de Adultos de Tōkai y rápidamente ascendió todas sus categorías, pasando solo una temporada en cada una de sus divisiones. A pesar de que terminó cuarto en la Liga de Tōkai 2013, fue considerado como serio candidato para la admisión a la recién creada J3 League. El 17 de septiembre de 2013 se ha otorgado al club la Afiliación Asociada a la J. League, y pasó todas las etapas de la concesión de licencias y la inspección por parte de la comisión de la liga. Sin embargo, como era solamente la tercera opción para un solo lugar de la liga regional en J3, tuvo que ceder el cupo a Grulla Morioka. Aunque ganó la promoción fue seleccionado por la junta de la Japan Football League como uno de los equipos para la temporada 2014.[cita requerida]
Después de obtener el tercer puesto en 2016, fue admitido para jugar profesionalmente a partir de 2017, al convertirse en el decimocuarto club de la J3 League.

## Uniforme
- Uniforme titular: Camiseta azul, pantalón azul, medias azules.
- Uniforme alternativo: Camiseta gris, pantalón blanco, medias blancas.

| Titular | Alternativo |

## Jugadores

### Jugadores destacados
| Japón - Koji Nakao (2008-2010) - Kōji Takano (2014) - Jun Suzuki (2015-2017) - Akira Takase (2016) - Kenshirō Tanioku (2016) - Kosuke Goto (2017-) - Hikaru Shimizu (2019-) - Kotaro Tokunaga (2019-) |

## Récord
| Año  | Liga                                  | Posición final |
| ---- | ------------------------------------- | -------------- |
| 2004 | Liga Prefectural de Shizuoka (Div. 2) | 4º             |
| 2005 | Liga Prefectural de Shizuoka (Div. 2) | 1º             |
| 2006 | Liga Prefectural de Shizuoka (Div. 1) | 9º             |
| 2007 | Liga Prefectural de Shizuoka (Div. 1) | 11º            |
| 2008 | Liga Prefectural de Shizuoka (Div. 1) | 8º             |
| 2009 | Liga Prefectural de Shizuoka (Div. 1) | 2º             |
| 2010 | Liga Prefectural de Shizuoka (Div. 1) | 3º             |
| 2011 | Liga Prefectural de Shizuoka (Div. 1) | 2º             |
| 2012 | Liga de Fútbol de Tōkai (Div. 2)      | 2º             |
| 2013 | Liga de Fútbol de Tōkai (Div. 1)      | 4º             |
| 2014 | JFL                                   | 8º             |
| 2015 | JFL                                   | 5º             |
| 2016 | JFL                                   | 3º             |

## Rivalidades
Derbi de Shizuoka
Es un encuentro disputado por los dos clubes más importantes de la Prefectura de Shizuoka, Júbilo Iwata y Shimizu S-Pulse. Este partido normalmente se lleva a cabo en el Estadio Ecopa, el recinto más grande de la prefectura. Se consideran también una parte del derbi los equipos de Azul Claro Numazu y el Fujieda MYFC.